# Holly Barratt
Holly Barratt (1 de enero de 1988) es una deportista australiana que compite en natación. Ganó tres medallas en el Campeonato Mundial de Natación en Piscina Corta de 2018, plata en 50 m mariposa, bronce en 50 m espalda y bronce en 4 × 50 m libre.

## Palmarés internacional
| Campeonato Mundial en Piscina Corta | Campeonato Mundial en Piscina Corta | Campeonato Mundial en Piscina Corta | Campeonato Mundial en Piscina Corta |
| Año                                 | Lugar                               | Medalla                             | Prueba                              |
| ----------------------------------- | ----------------------------------- | ----------------------------------- | ----------------------------------- |
| 2018                                | Hangzhou (China)                    | Medalla de plata                    | 50 m mariposa                       |
| 2018                                | Hangzhou (China)                    | Medalla de bronce                   | 50 m espalda                        |
| 2018                                | Hangzhou (China)                    | Medalla de bronce                   | 4 × 50 m libre                      |